# Бранселль, Карин
Карин Мария Бранселль (швед. Karin Maria Branzell; 24 сентября 1891, Стокгольм — 14 декабря 1974, Алтадина) — шведская оперная певица (контральто, по другим источникам — меццо-сопрано) и музыкальный педагог. На протяжении многих лет была солисткой Метрополитен-опера. Известна партиями в операх Вагнера.

## Биография
Карин Бранселль родилась в 1891 году в Стокгольме, в семье органиста. С 1909 по 1913 год работала органисткой в Стокгольме; училась пению у Теклы Хофер, пластике и драматическому искусству — у Элисабет Йортберг. Впервые выступила на сцене Королевской оперы в Стокгольме в 1912 году, а с 1913 по 1918 год была её солисткой. С 1918 по 1923 год она пела в Берлинской государственной опере, где приняла участие в местной премьере «Женщины без тени» Рихарда Штрауса, под руководством самого композитора. В 1924 году состоялся её дебют в Метрополитен-опера в Нью-Йорке, в партии Фрики в «Валькирии». В 1935—1938 годах была солисткой лондонского театра «Ковент-Гарден». Гастролировала в Мюнхене, Буэнос-Айресе, Флоренции, Цюрихе, Париже, Милане и других городах; в 1930 и 1931 годах участвовала в Байрёйтских фестивалях.
В наибольшей степени имя Карин Бранселль связано с Метрополитен-опера, где она пела с 1924 по 1942 год, в 1944 и в 1951—1952 годах. Прежде всего она известна как исполнительница партий в операх Вагнера, среди которых были Ортруда («Лоэнгрин»), Брангена («Тристан и Изольда»), Фрика («Кольцо Нибелунга») и пр. Чрезвычайно широкий диапазон позволял ей также исполнять сопрановую партию Брунгильды в «Валькирии». В числе прочих партий — Амнерис, Азучена («Аида», «Трубадур» Верди), Иродиада, Клитемнестра («Саломея», «Электра» Р. Штрауса), Вдова сторожа («Енуфа» Яначека), Лаура («Джоконда» Понкьелли), Кончаковна («Князь Игорь») и др.
В 1932 году Бранселль была награждена шведской Медалью литературы и искусств. В 1936 году получила звание придворной певицы. В 1937 году стала членом Шведской музыкальной академии. С 1946 по 1950 год преподавала в Джульярдской школе в Нью-Йорке, с 1952 по 1958 — там же в школе Адельфи.
В последние годы жизни певица жила в Калифорнии. Она умерла в своём доме в Алтадине 14 декабря 1974 года.